# Đại dịch COVID-19 tại Tchad
Bài viết này ghi lại các tác động của đại dịch COVID-19 ở Tchad, và có thể không bao gồm tất cả các phản ứng và biện pháp chính hiện đại.

## Dòng thời gian
Vào ngày 19 tháng 3, trường hợp đầu tiên ở nước này đã được xác nhận. Như một biện pháp phòng ngừa, chính phủ đã hủy tất cả các chuyến bay vào nước này, ngoại trừ các chuyến bay chở hàng.
Tính đến ngày 30 tháng 11 năm 2023, Tchad ghi nhận 7,701 trường hợp nhiễm COVID-19 và 194 trường hợp tử vong.